# All Night Long (singel Alexandry Burke)
All Night Long – singel brytyjskiej piosenkarki pop/R&B Alexandry Burke. Jest to czwarty singel z debiutanckiego albumu "Overcome". Autorami tekstu jest zespół producencki The Runaways. W Wielkiej Brytanii singel został wydany 16 maja 2010 w formacie digital download, a następnego dnia na fizycznym nośniku. Utwór jest wykonywany wraz z amerykańskim raperem Pitbullem.
Piosenka została nominowana do Brit Awards 2011 w kategorii British Single

## Format wydania
Singel CD/Digital download , Singel CD 
1. "All Night Long" feat. Pitbull - 3:48
2. "All Night Long" (Cahill Club Mix) - 5:56

Digital EP 
1. "All Night Long" feat. Pitbull - 3:48
2. "All Night Long" feat. Pitbull (Cahill Club Mix) - 5:56
3. "All Night Long" feat. Pitbull (Jason Nevins Remix) - 3:58

Singel CD 
1. "All Night Long" featuring Pitbull (wersja singlowa) - 3:48
2. "All Night Long" - 4:23

Digital download 
1. "All Night Long" feat. Pitbull (wersja singlowa) - 3:48
2. "All Night Long" feat. Pitbull - 4:23
3. "All Night Long" (Cahill Club Mix) - 5:56

## Notowania
| Lista                                         | Najwyższa pozycja |
| --------------------------------------------- | ----------------- |
| ARIA (Australia)                              | 48                |
| Ultratip Walonia (Belgia)                     | 7                 |
| IFPI (Czechy                                  | 82                |
| European Hot 100 Singles                      | 14                |
| Media Control Charts (Niemcy)                 | 60                |
| Irish Singles Chart (Irlandia)                | 1                 |
| Dutch Top 40 (Holandia)                       | 24                |
| The Official Charts Company (Szkocja)         | 3                 |
| IFPI (Słowacja)                               | 24                |
| Sverigetopplistan (Szwecja)                   | 57                |
| Media Control Charts (Szwajcaria)             | 60                |
| The Official Charts Company (Wielka Brytania) | 4                 |